# Filadelfia-Chalkidona
Filadelfia-Chalkidona (gr. Δήμος Φιλαδελφείας-Χαλκηδόνος, Dimos Filadelfias-Chalkidonos) – gmina w Grecji, w administracji zdecentralizowanej Attyka, w regionie Attyka, w jednostce regionalnej Ateny-Sektor Centralny. Siedzibą gminy jest Nea Filadelfia. W jej skład wchodzi ponadto miejscowość Nea Chalkidona. W 2011 roku liczyła 35 556 mieszkańców. Powstała 1 stycznia 2011 roku w wyniku połączenia dotychczasowych gmin Nea Filadelfia i Nea Chalkidona.